# Gustave-Adolphe du Palatinat
Gustave-Adolphe du Palatinat (Prince Palatin Gustavus Adolphus, 14 janvier 1632 - 9 janvier 1641), est le dernier fils de Frédéric V du Palatinat (de la Maison de Wittelsbach), le "Roi de l'Hiver" de la Bohême, et de son épouse, la princesse anglaise Élisabeth Stuart. Gustave est né dans les Provinces-Unies, où sa famille a cherché refuge après la séquestration de l'électorat au cours de la Guerre de Trente Ans. Gustave est le frère de Charles Ier Louis du Palatinat qui, dans le cadre de la paix de Westphalie, est restauré dans le Palatinat.

## Biographie
Le prince Gustave est né à La Haye, où vivent ses parents en exil, après que son père ait perdu la Bataille de la Montagne-Blanche et soit chassé des trônes de Bohême et du Palatinat. Il est nommé d'après le roi Gustave II Adolphe de Suède, un ami proche de ses parents. Ses grands-parents paternels sont Frédéric IV du Palatinat et de Louise-Juliana d'Orange-Nassau et ses grands-parents maternels sont Jacques Ier d'Angleterre et Anne de Danemark. Son père, un calviniste, est décédé le 29 novembre 1632, lorsque Gustave est encore bébé.
Gustave est mort de l'épilepsie, le 9 janvier 1641, à l'âge de 8 ans.